# ソホロース
ソホロース (sophorose) は、グルコース2分子が β1-2結合で結合した、二糖の一種である。セルロース分解酵素であるセルラーゼの誘導物質として知られている。グルコースのキャラメル化による生成物である。